# Atractodes productus
Atractodes productus là một loài tò vò trong họ Ichneumonidae.